# Nowy Las (Głuchołazy)
Nowy Las (deutsch Neuwalde) ist eine Ortschaft der Landgemeinde Głuchołazy (Ziegenhals) in Polen. Sie liegt im Powiat Nyski (Kreis Neisse) in der Woiwodschaft Oppeln.

## Geographie

### Geographische Lage
Das Straßendorf Nowy Las liegt im Südwesten der historischen Region Oberschlesien. Der Ort liegt etwa sieben Kilometer nordöstlich des Gemeindesitzes Głuchołazy (Ziegenhals), etwa 17 Kilometer südlich der Kreisstadt Nysa und etwa 65 Kilometer südwestlich der Woiwodschaftshauptstadt Opole.
Der Ort liegt in der Nizina Śląska  (Schlesische Tiefebene) innerhalb der Płaskowyż Głubczycki (Leobschützer Lößhügelland) im Grenzbereich zum Góry Opawskie (Oppagebirge) in den Sudety Wschodnie (Ostsudeten). Der Bahnhof Nowy Las liegt an der Bahnstrecke Kędzierzyn-Koźle–Nysa.

### Nachbarorte
Nachbarorte von Nowy Las sind im Norden Stary Las (Altewalde), im Osten Szybowice (Schnellewalde), im Süden Charbielin (Ludwigsdorf) und im Westen Bodzanów (Langendorf).

## Geschichte

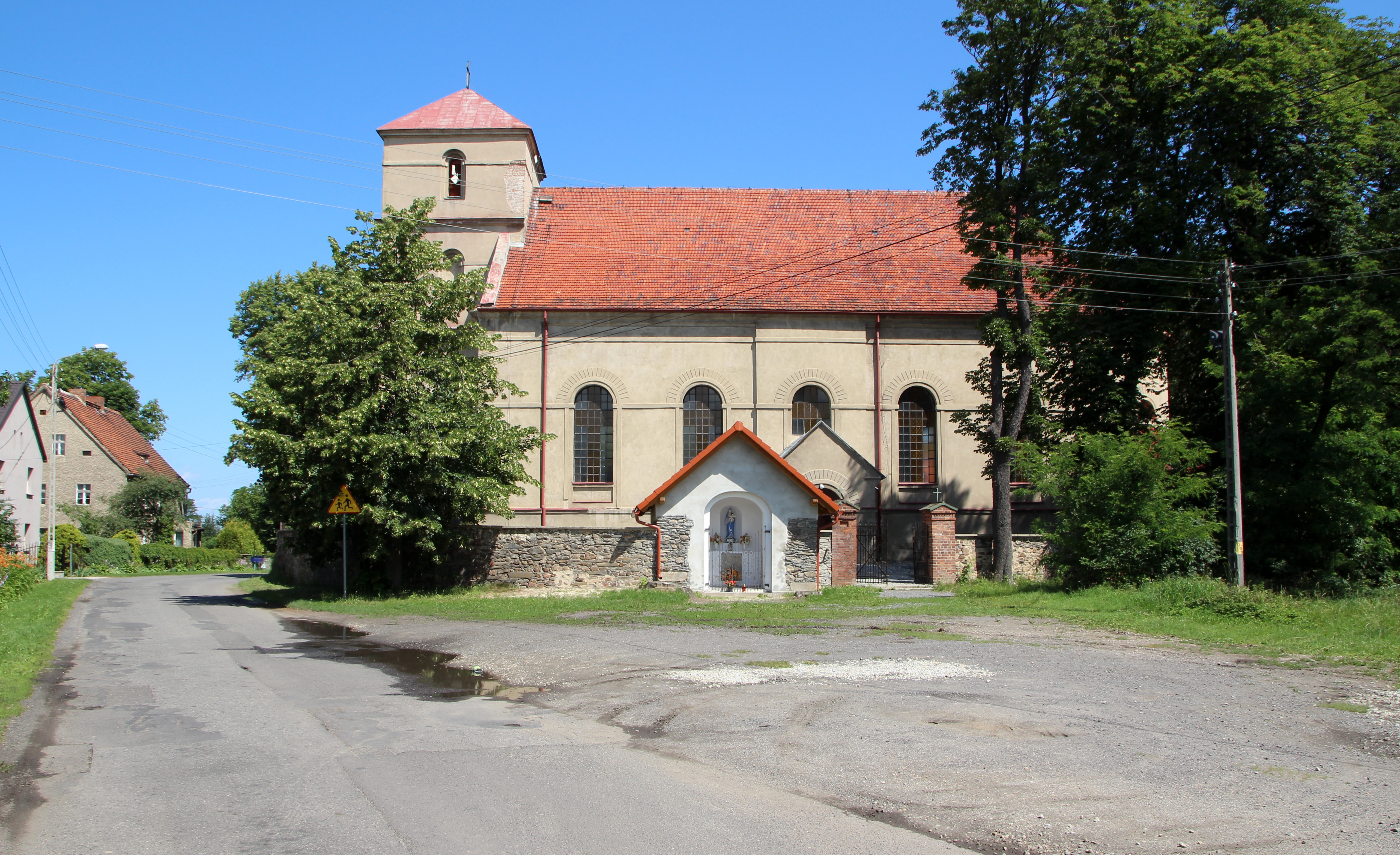
Kirche St. Hedwig

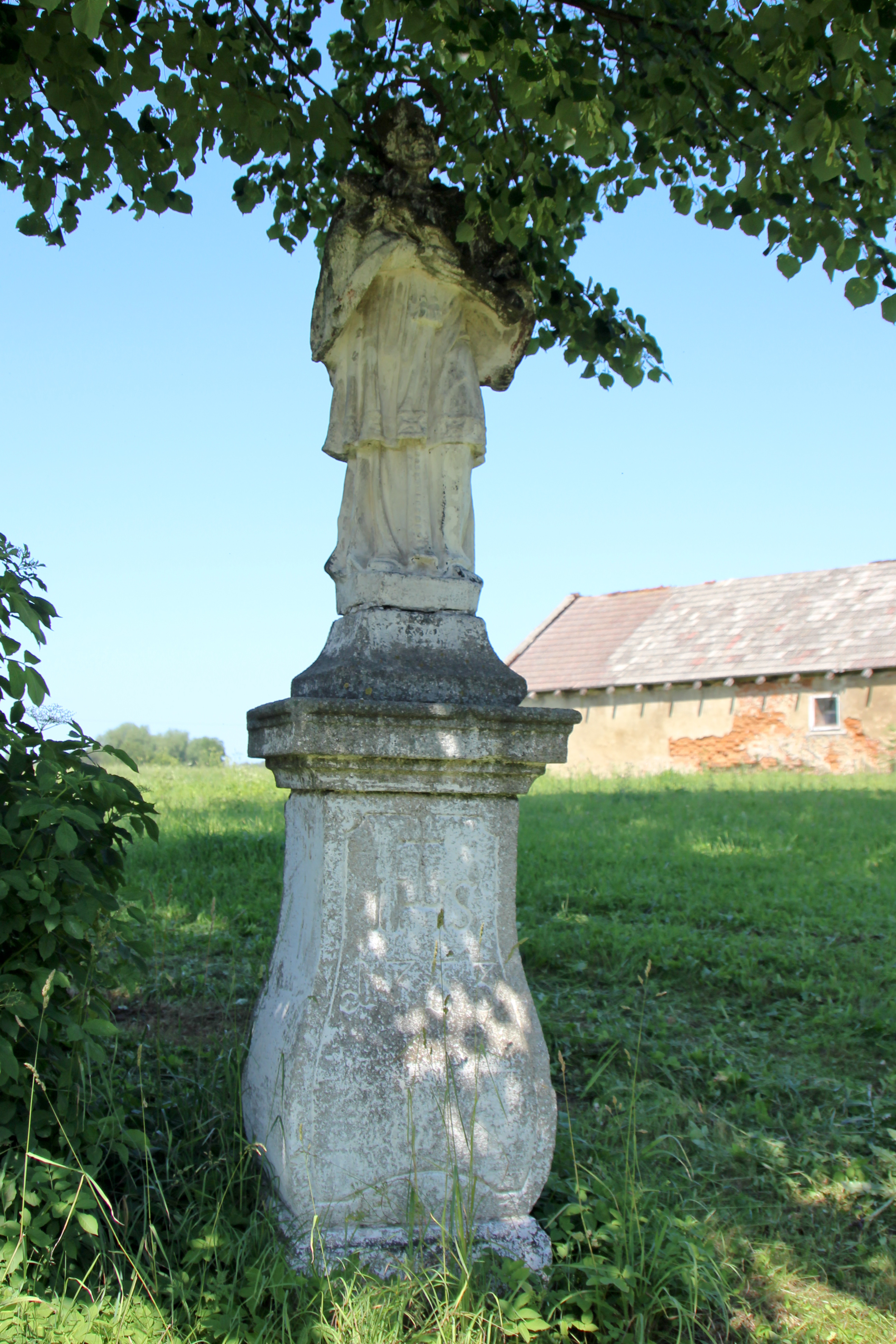
Nepomukstatue

Das Dorf wurde 1249 erstmals in einer Aussetzungsurkunde erwähnt. In einer Urkunde von 1268 wird die Aussetzung des Dorfes im Wald durch einen bischöflichen Unterschwenk Smilo erwähnt. In der Liber fundationis episcopatus Vratislaviensis aus den Jahren 1295–1305 wird das Dorf als Novum Waldow erwähnt. Weitere überlieferte Erwähnungen des Dorfes sind 1372 als Nuwinwalde sowie im Jahr 1380 Novawaldow.
Nach dem Ersten Schlesischen Krieg 1742 fiel Neuwalde mit dem größten Teil Schlesiens an Preußen.
Nach der Neuorganisation der Provinz Schlesien gehörte die Landgemeinde Neuwalde ab 1816 zum Landkreis Neisse im Regierungsbezirk Oppeln. Zwischen 1819 und 1823 wurde die katholische Pfarrkirche errichtet. 1835 erhielt der Ort ein neues zweistöckiges Schulgebäude mit drei Lehrerstuben. 1845 bestanden im Dorf eine Scholtisei, eine katholische Pfarrkirche, eine katholische Schule und 226 weitere Häuser. Im gleichen Jahr lebten in Neuwalde 1335 Menschen, davon zwei evangelisch. 1855 lebten 1324 Menschen im Ort. 1865 bestanden im Ort eine Scholtisei, 69 Bauernhöfe und eine Branntweinbrennerei. 1874 wurde der Amtsbezirk Neuwalde gegründet, welcher aus den Landgemeinden Ludwigsdorf und Neuwalde und den Gutsbezirken Ludwigsdorf und Neuwalde bestand. 1885 zählte Neuwalde 1174 Einwohner.
1933 lebten in Neuwalde 973 und 1939 1030 Menschen. Bis 1945 befand sich der Ort im Landkreis Neisse.
1945 kam Neuwalde unter polnische Verwaltung und wurde in Nowy Las umbenannt. Ab 1950 gehörte es zur Woiwodschaft Oppeln und ab 1999 zum wiedergegründeten Powiat Nyski.

## Sehenswürdigkeiten
- Die römisch-katholische Kirche St. Hedwig (poln. Kościół św. Jadwigi Śląskiej) wurde zwischen 1819 und 1823 errichtet. Nach Brandschatzung 1945 wurde die Kirche bis 1949 vereinfacht wieder aufgebaut. Der Turm erhielt ein bis heute bestehendes Notdach und wurde nicht wiederaufgebaut. Das Gotteshaus steht seit 1954 unter Denkmalschutz.[8]
- Steinerne Wegekapelle mit Marienbildnis
- Nepomukstatue
- Steinernes Wegekreuz

## Vereine
- Fußballverein  LZS Nowy Las

## Persönlichkeiten
- Anton Leopold Allnoch (1806–1888) – deutscher Politiker und Mitglied des Reichstages